# Markus Steinbach
Markus Steinbach (* 1967 in Stuttgart) ist ein deutscher Linguist, der vor allem durch seine Forschungen auf dem Gebiet der Gebärdensprachlinguistik bekannt wurde. Seine Forschung zur Deutschen Gebärdensprache (DGS) zeichnet sich vor allem durch ihre methodologische Breite aus, wobei Steinbach als ausgebildeter Sprachwissenschaftler mit psycholinguistischem Hintergrund in Zusammenarbeit mit Kollegen aus verwandten Disziplinen regelmäßig auch kognitionspsychologische und neurowissenschaftliche Methoden wie zum Beispiel die Elektroenzephalographie zur Messung von Hirnströmen zur Beantwortung von Forschungsfragen einsetzt. Steinbach ist Professor für Germanistische Linguistik an der Georg-August-Universität Göttingen.

## Werke (Auswahl)
- "What do Agreement Auxiliaries Reveal about the Grammar of Sign Language Agreement?" In: Theoretical Linguistics (2011), 37, 209–221.
- “Sprechende Hände. Zur Grammatik von Gebärdensprache.” In: Mariacarla Gadebusch Bondio (ed.), Die Hand. Elemente einer Medizin- und Kulturgeschichte. Berlin: LIT-Verlag (2010), 513–534.
- "Gebärdensprachen und das Gehirn: psycho- und neurolinguistische Grundlagen einer sichtbaren Sprache." In: Helmut Fink, Rainer Rosenzweig (eds.), Neuronen im Gespräch – Sprache und Gehirn. Paderborn: Mentis Verlag (2008), 99–128.
- zusammen mit Jörg Meibauer, Ulrike Demske, Jochen Geilfuß-Wolfgang, Jürgen Pafel, Karl Heinz Ramers, Monika Rothweiler: Einführung in die germanistische Linguistik. 3. Auflage. Stuttgart: Metzler Verlag (2015), E-ISBN 978-3-476-05424-1.